# Экономика Лихтенштейна
ВВП Лихтенштейна в 2007 году составил 4,16 млрд долларов США или на душу населения — 118 тысяч долл. США (1-е место в мире).
Сельское хозяйство основывается на мясо-молочном животноводстве. Выращиваются зерновые культуры, картофель и овощи. На предгорьях находятся виноградники, в которых производятся высококачественные вина (см. Виноделие в Лихтенштейне).
В обрабатывающей промышленности преобладают точное машиностроение и приборостроение (велика доля филиалов швейцарских фирм), а также производство изделий из керамики (Лихтенштейн является ведущим производителем керамических зубных протезов). Имеются производства хирургических и ювелирных инструментов, электроники и микроэлектроники, фармацевтической продукции и пр.
Телефонное и телеграфное сообщение осуществляется Швейцарией. Своего аэропорта в Лихтенштейне нет. Длина автодорог 250 км, все они отличного качества и с твердым покрытием.
Лихтенштейн является «государством-сейфом», финансовая деятельность — основа экономики. Благодаря низким налогам (3 % от чистой прибыли) и оффшорной зоне, в стране зарегистрировано более 70 тысяч иностранных компаний.
Значительные доходы приносят производство почтовых марок и туризм.